# Louis Carbonnel
 (novembre 2022).
Ne doit pas être confondu avec Louis Carbonel.
Pour les personnes ayant le même patronyme, voir Carbonnel.
Louis Carbonnel (1858-1938) est un peintre français, marqué par le mouvement impressionniste, qui a vécu dans le pays seurrois (vallée de la Saône en Côte d’Or).
Son style se rapproche de celui des peintres Charles-François Daubigny et Henri Harpignies.
Une rue porte son nom dans la commune de Seurre.

## Biographie

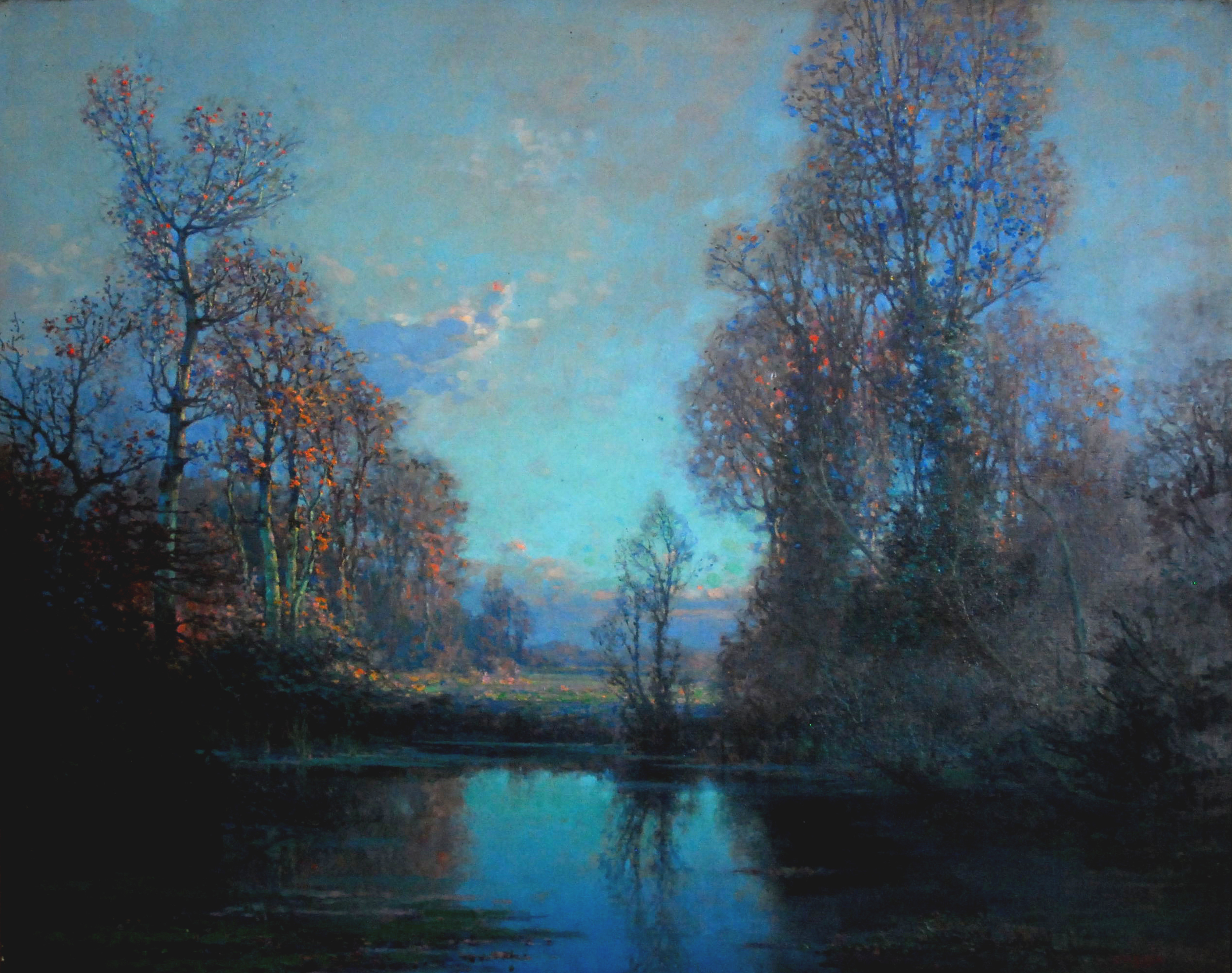
Bords de Saône - Huile 90 x 72

Louis Marie Joseph Carbonnel est né le 1er mars 1858 à Seurre. Il est le fils de Pierre-André Carbonnel, peintre en bâtiment et de Mathilde Chevillon. Il apprend auprès de son père les rudiments de la peinture décorative et révèle rapidement des aptitudes pour le dessin et la couleur qui le mènent à fréquenter l’École des Beaux-Arts de Dijon. Il exerce son métier de peintre-décorateur quand il se marie, le 20 septembre 1880 avec Françoise Huot, née à Chaugey, commune voisine, le 8 juillet 1861. Leur première fille, Marie, naît en 1881.
Un ou deux ans plus tard, Carbonnel, à la recherche de nouvelles inspirations part en Algérie avec un autre peintre seurrois, Antoine Gadan. Tous deux auraient bénéficié dans leur jeunesse de cours artistiques dispensés à Seurre par François Aubouer, sculpteur sur bois, né à Paris en 1830. Sa femme est enceinte de leur deuxième fille. Le 9 mai 1883, à la naissance de Jeanne, il est déjà de retour en France et travaille à Dole, dans le Jura, probablement dans la réfection des chapelles de la Collégiale Notre-Dame. Très rapidement, il repart en Algérie avec sa famille, probablement courant 1883; là, naîtra la troisième fille, Louise, le 6 avril 1885. Le séjour, une fois de plus sera bref, tandis que son collègue Gadan, lui, restera. Les œuvres peintes durant ces périodes algériennes ont été disséminées et les témoignages sur cette époque sont assez rares.

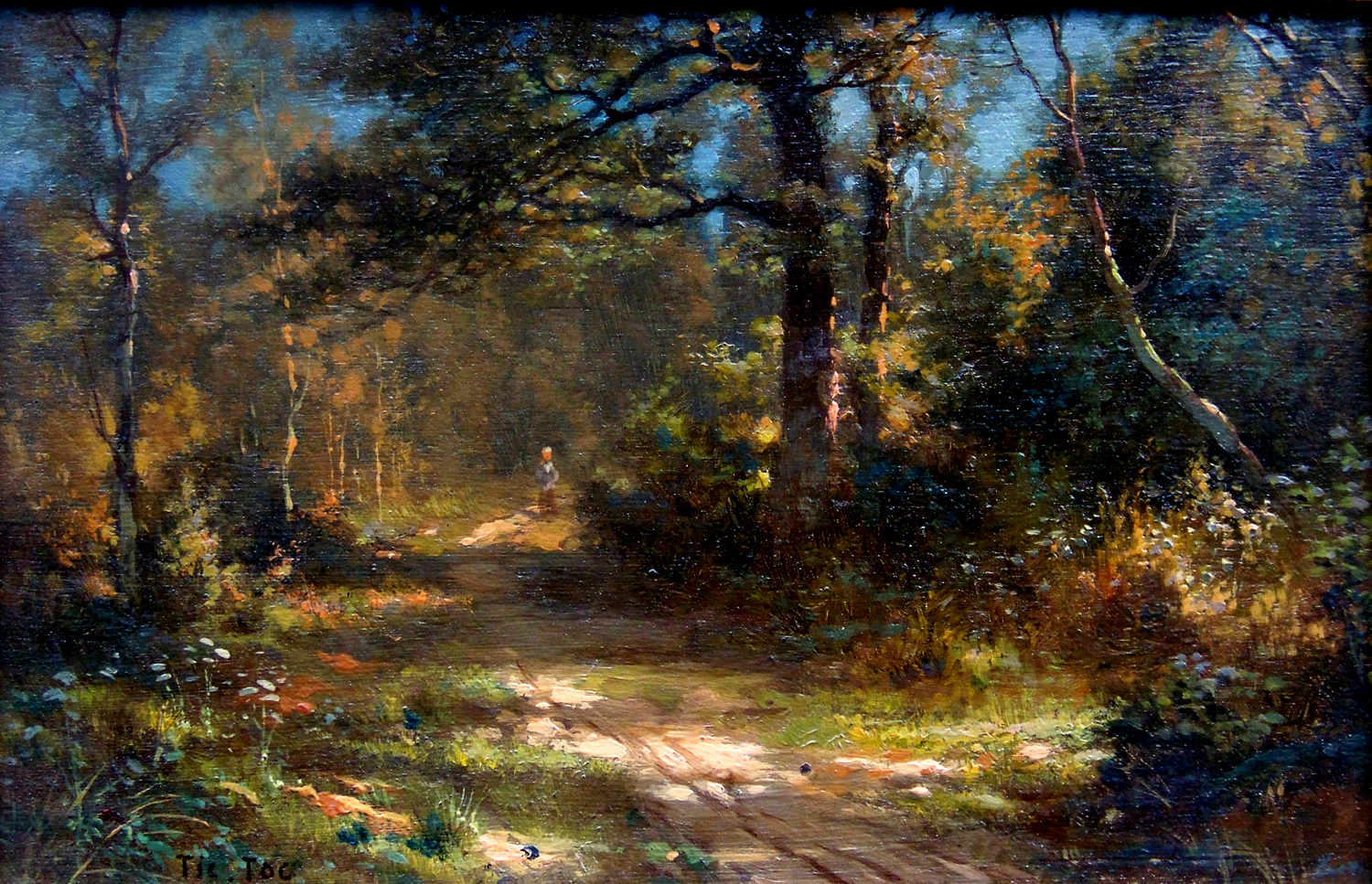
Paysage

Rentré à Seurre, Carbonnel, appelé “Carbo” reprend son métier et continue à peindre des tableaux où il révèle une grande connaissance des couleurs et de la lumière.
En 1896, il prend en apprentissage le jeune Eugène Blot, né en 1883 à Seurre. Le maître transmet certainement de solides connaissances à son élève puisque ce dernier pourra créer par la suite l'Institut Spécial de Peinture Décorative de Reims, qui vient de fêter son 85e anniversaire et forme chaque année de nombreux élèves (55, rue Chanzy à Reims).
Dans un ouvrage publié en 1953 (La technique nouvelle de la peinture en bâtiment - éditions Jacques Vautrain), Eugène Blot écrit :  “Louis Carbonnel, mon maître, était un artiste complet, dont le talent n’avait d’égal que sa conscience professionnelle et sa modestie. Qu’on lui confiât des travaux de peinture ou de décoration, on pouvait être certain qu’ils seraient exécutés avec les mêmes soins et que la réalisation de ceux-ci serait en tous points impeccable”. Après la première guerre mondiale, Eugène Blot aurait fait venir Carbonnel à Reims pour le conseiller, voire l’aider dans la restauration de la cathédrale. Ceci est à vérifier.

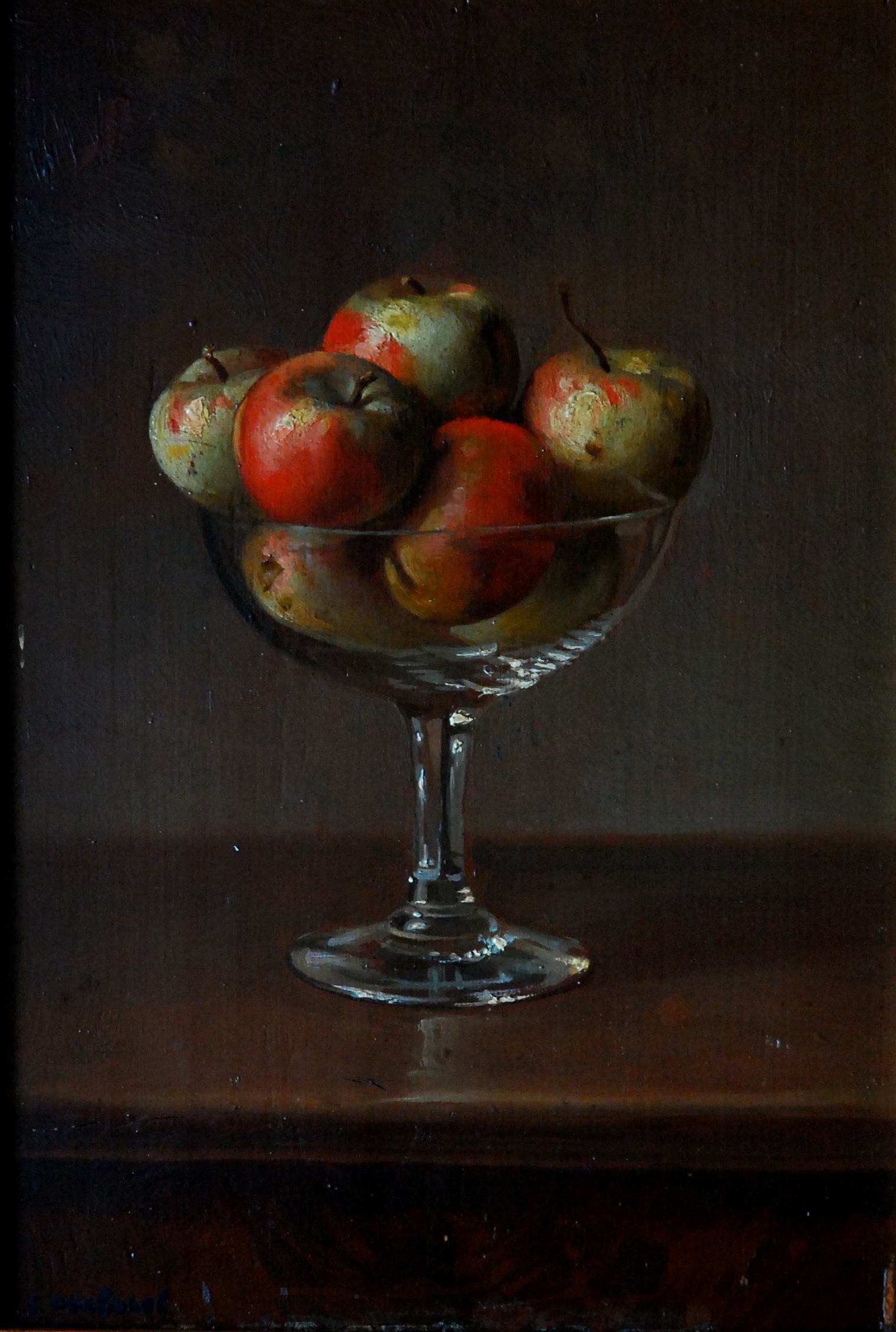
Nature morte aux pommes, huile sur bois 21x30

À Seurre, inlassablement, l’artiste exécute ses tableaux, ne s’occupant guère de sa famille. Mais il vise une telle perfection qu’il n’est jamais satisfait de ses toiles et il les donne, les brade ou il les échange contre peu. Il lui arrive de les signer "L.C.", "C.L", "L. CARBO", "CARBO", “Carbo Ludovic”, "L. CARBONNEL", voire “Tic-Toc” ou bien il refuse tout simplement d’apposer une signature.
En 1928, à la mort de sa femme, il décide de rentrer dans l’abbaye voisine de Citeaux. Il n’y restera qu’une huitaine de jours. Dans ses vieux jours, il quittera les bords de Saône qu’il affectionne tant pour s’installer à Dijon, rue Chabot-Charny, chez sa fille Jeanne. Malgré une cataracte, il continue à peindre et s’éteint le 16 octobre 1938.

## Le peintre

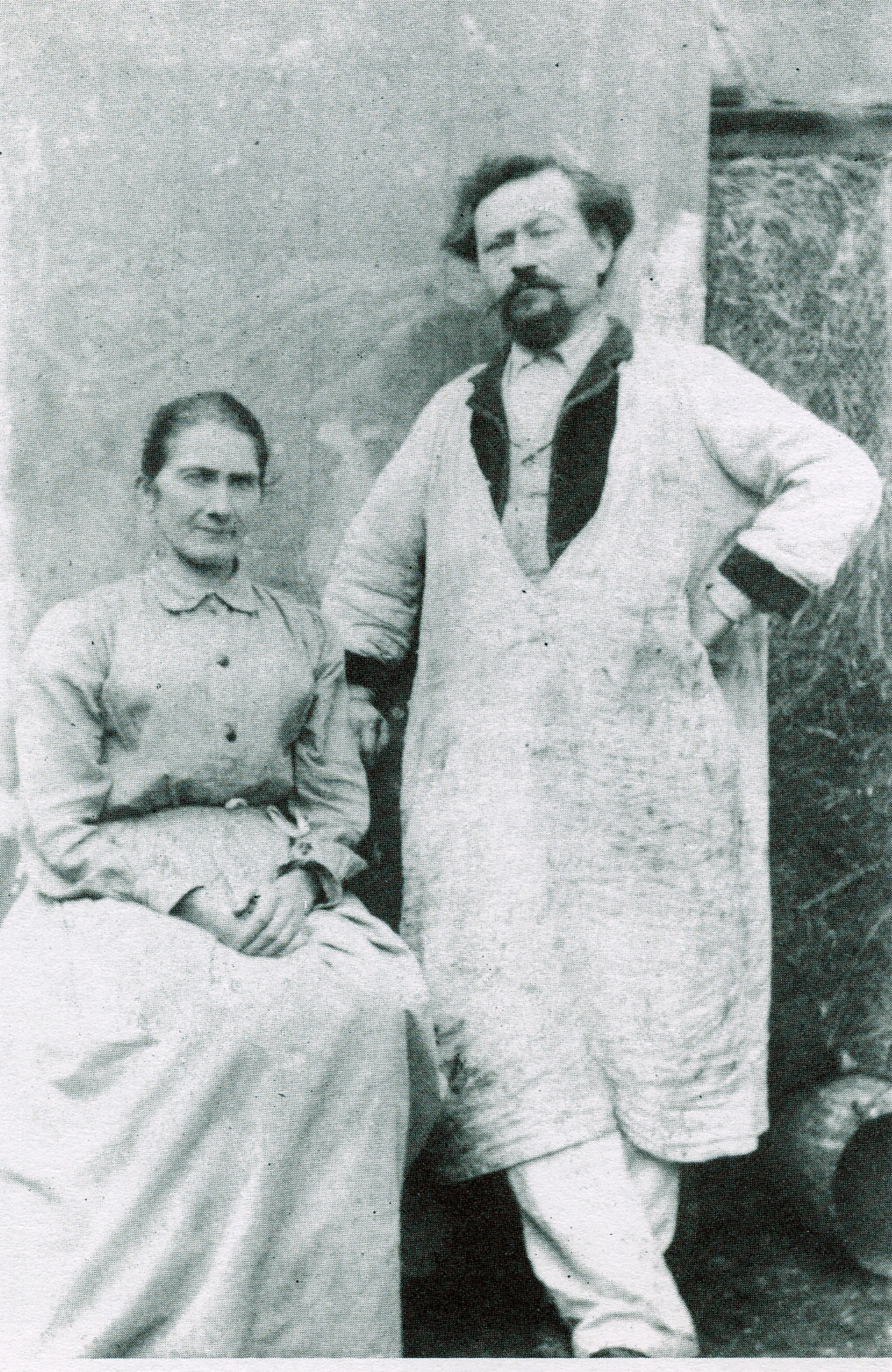
Louis Carbonnel et sa femme Françoise, vers 1900

Carbonnel était peintre en bâtiment. Ce métier consistait à faire de la peinture décorative en imitant les marbres, la pierre et les différentes essences de bois avec un tel réalisme que l’on ne distinguait plus le vrai du faux. Des portes en sapin devenaient sous le pinceau du maître, du chêne ou du noyer à s’y méprendre. Une cheminée de bois se transformait en marbre sans qu’on y voit l’artifice. Il réalisait également diverses peintures en trompe-l’œil, lettres en relief, enseignes de magasin … Quand on le félicitait pour ses imitations, il répliquait, modestement, qu’il fallait voir celles que peignait son père !
En dessin et peinture, même s’il excellait dans les natures mortes et les portraits, il était surtout un passionné des arbres. Il allait les voir en forêt, dans la campagne environnante, sur les bords de Saône, avec son matériel. Il les connaissait par cœur, de la racine à la cime, les dessinait au crayon, au fusain, sous forme d’études, de croquis, d’esquisses, de pochades. À sa petite-fille Marie-Thérèse, qui l'accompagnait des journées entières et à laquelle il enseignait le dessin, il demandait inlassablement "Quelle est la couleur de cet arbre ? Non, tu te trompes, observe bien !" Et il lui décrivait toutes les nuances de couleurs. Louis Carbonnel écrivait à sa femme en 1921 : « Sans Corot, il n'y aurait point de Gadan ni de Carbonnel. Il n'y aurait point de lumière ».
À Seurre, il était enfin un peintre mural réputé. Il a ainsi restauré une des chapelles de l'église. Il subsiste aussi une pièce complète chez un ancien photographe. Les quatre murs et le plafond sont traités en trompe-l’œil avec une telle perfection que l’on doit passer le doigt pour se convaincre de l’absence de reliefs. Il réalisait également d’immenses décors de théâtre comme cette vue de Seurre, encore visible à ce jour. Un très grand tableau décore aujourd’hui la mairie de la ville.
La première exposition Carbonnel eut lieu en 1973 à la galerie Bossuet, à Seurre. En 1999, un legs comportant entre autres sept fusains, décidait la municipalité de Seurre à organiser une exposition et à inaugurer en août 2000 une rue à son nom (la rue qu'il empruntait régulièrement pour se rendre sur les bords de Saône). Il est exposé depuis 2019 au musée des Beaux-Arts de Dijon.
Ses œuvres sont surtout regroupées dans la Côte d’Or, sauf les toiles de la période algérienne, peu connues, largement disséminées avec le retour des Français à la suite de l’indépendance.
Carbo reste un peintre de grand talent, mais au caractère original, comme beaucoup d’artistes, visant toujours la perfection et bradant sa peinture qu’il ne trouvait jamais assez réussie. Contrairement à son ami Gadan, il demeure très connu dans la région de Seurre - il a beaucoup peint et dessiné- mais il n'est cependant pas encore référencé au Bénézit.

## Sources
- Jean-Bernard Poulot, Louis Carbonnel, peintre seurrois, Ville de Seurre
- Eugène Blot, La technique nouvelle de la peinture en bâtiment, éditions Jacques Vautrain
- Jean-Bernard Poulot, Louis Carbonnel, Mémoire de Master 1, sous la direction de Bertrand Tillier - Université de Bourgogne - Session 2010 - deux tomes.